# Barbara Pikon
Barbara Pikon (...) è un'ex sciatrice alpina slovena che gareggiò per la nazionale jugoslava.

## Biografia
Sciatrice polivalente, la Pikon esordì in Coppa del Mondo il 4 gennaio 1971 a Maribor in slalom gigante, senza completare la gara; ai Mondiali di Sankt Moritz 1974, sua unica presenza iridata, si classificò 40ª nella discesa libera, 38ª nello slalom gigante e non completò lo slalom speciale. In Coppa del Mondo ottenne il miglior risultato il 31 gennaio 1975 a Chamonix in discesa libera (32ª) e prese per l'ultima volta il via il 24 gennaio 1976 a Kranjska Gora in slalom gigante (50ª); non prese parte a rassegne olimpiche.

## Palmarès

### Campionati jugoslavi
- 3 ori (discesa libera nel 1973; discesa libera, slalom gigante nel 1975)[1]